# Pierre Zapata
Pour les articles homonymes, voir Zapata.
Pierre Zapata est un footballeur français né le 8 juillet 1931 à Laval-Pradel. Il est attaquant.
Il a principalement joué en faveur de l'Olympique d'Alès.

## Biographie
Fils de mineur il perd son père le jour de sa première descente à la mine à l'âge de 15 ans.
À 17 ans il rencontre le grand Reims et attaquant se frottera à R.Joncquet en première mi-temps et R.Marche en seconde.
Stagiaire en 1949 à Ales il descend à la mine la semaine et joue en pro le dimanche (en deuxième division)

## Palmarès
- Champion de France de Division 2 en 1957 avec l'Olympique d'Alès